# Dead by April
«Dead by April» (укр. Помер до квітня) — металкор-гурт з міста Гетеборг, Швеція, заснований у січні 2007 року Понтусом Г'єльмом та Джиммі Стрімеллом.

## Історія

### Ранні дні
У ранні дні існування у 2007 і 2008 роках гурт не записував свою музику на будь-які носії. Втім, більша частина пісень, які вони давали послухати друзям, все-таки просочилася в мережу і була доступною для прослуховування на деяких сайтах, що, безсумнівно, зіграло роль у становленні популярності гурту. Також гурт не втрачав можливості виступати й у своєму рідному місті в деяких центрах і клубах. Як і раніше не випускаючи своїх пісень на дисках, гурт записав радіосингл під назвою «Falling Behind». У 2008 році гурт отримав дві нагороди за найкращий дебют на «Swedish Metal Awards» і «Bandit Rock Awards».

### «Dead by April» (2009)
Основна стаття: «Dead by April»

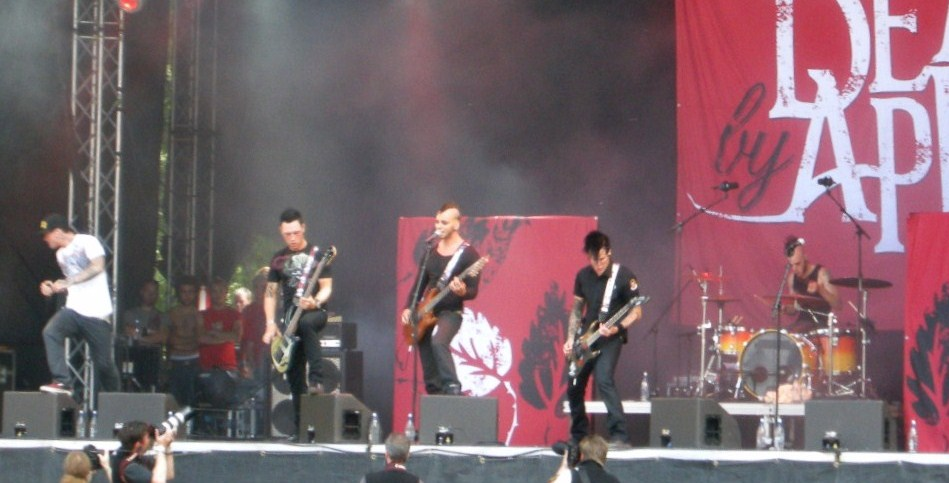
Dead by April на фестивалі «Sonisphere» у Швеції, 2009 рік

Перший сингл Dead by April під назвою «Losing You» був випущений 6 березня 2009 року і розміщений на сторінці колективу на MySpace. Пісня привернула увагу до гурту, оскільки була фоновою музикою на Expedition Robinson 2009.
13 травня 2009 гурт випустив дебютний альбом «Dead by April» за підтримки Universal. Альбом містить 13 пісень, 11 з яких є перевиданням демо-пісень, написаних гуртом раніше, а інші дві являють собою нові композиції. Альбом був випущений 3 серпня 2009 року у Великій Британії за підтримки Spinefarm.
Під час туру по Великій Британії з Skindred музиканти заявили, що трек «Angels of Clarity» стане їхнім наступним синглом у Великій Британії. Гурт також анонсував другий шведський сингл — «What Can I Say».
27 березня 2010 Dead by April очолила норвезький фестиваль «Rock mot Rus» разом з такими гуртами, як Turdus Musicus і Cyaneed.
23 квітня 2010 на обліковому записі у MySpace було повідомлено про те, що Понтус Г'єльм покинув гурт. Причиною стало те, що він хотів сфокусуватись на написанні музики. На заміну йому прийшов Зандро Сантьяґо. Не дивлячись на те, що він не грав на гітарі, гурт вирішив, що їм вистачить одного гітариста.
17 травня гурт випустив четвертий сингл з альбому під назвою «Love Like Blood/Promise Me (Killing Joke cover)». Кавер став першою піснею у записі якої взяв участь Зандро Сантьяґо.
22 жовтня 2010 Йоган покинув гурт. Розпочалися пошуки нового гітариста. Пізніше стало відомо, що до гурту як сесійний музикант повернеться Понтус, з яким буде записано залишок альбому та який поїде у тур. Під час туру Британією до гурту приєднався гітарист Джоель Нільссон.

### «Stronger» та «Incomparable» (2010—2012)
Основні статті: «Stronger» та «Incomparable»

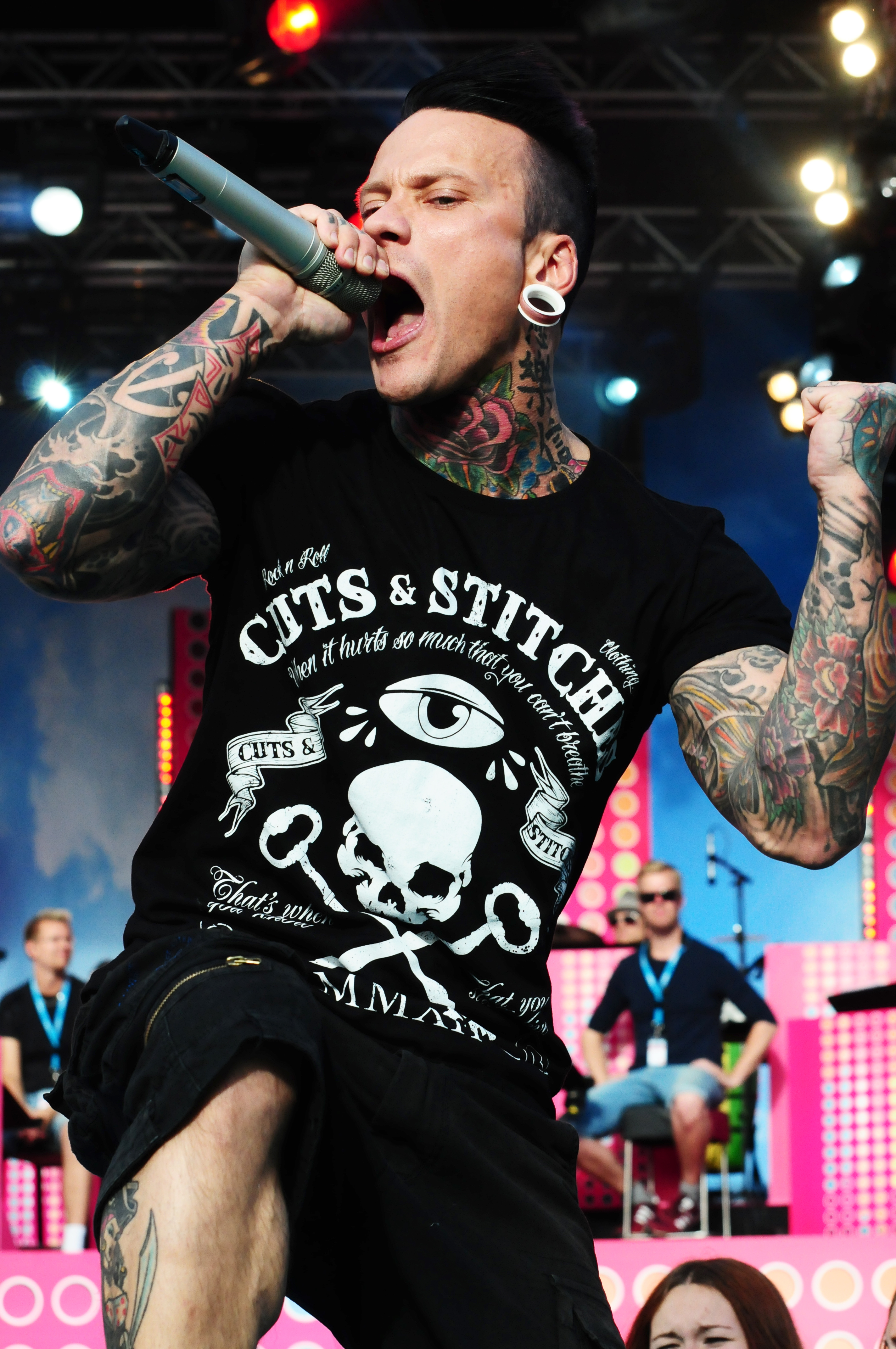
Джиммі Стрімелл на шведському фестивалі «Sommarkrysset» у 2012 році

Dead by April взяли участь у записі саундтреку до комп'ютерної гри Need for Speed: Hot Pursuit від шведського репера Lazee, під назвою «Stronger» (який немає нічого спільного з їх однойменною піснею з їх дебютного альбому).
У серпні 2010 гурт виклав тизер нової пісні «Within My Heart», яка увійшла до збірного альбому «Stronger», що вийшов у січні 2011 року.
2 травня 2011 Dead by April оголосили, що першим синглом нового альбому буде «Within My Heart». Він вийшов 16 травня 2011 разом з новою піснею «Two Faced» та перезаписаною старою «Unhateable». Пізніше було підтверджено, що гурт виступить на фестивалі Sonisphere у Швеції 9 липня.
4 липня було оголошено, що новий альбом матиме назву «Incomparable», а за тиждень стало відомо, що він вийде 27 вересня, однак пізніше дату виходу було відтерміновано. Обкладинка альбому спочатку збиралася випустити гуртом у Facebook, як тільки вони досягнуть 230 000 «вподобайок», але інші сайти передчасно її виклали, тому гурт випустив її достроково. Сам альбом вийшов 21 вересня.
На початку 2012 року Dead by April виступили на Melodifestivalen, де зайняли 7 місце з піснею «Mystery». Тоді ж вони заявили про офіційне повернення Понтуса та початок запису нового альбому.
Пізніше було перезаписано ще одну стару пісню — «Found Myself in You».

### Відхід Джиммі Стрімелла та «Let the World Know» (2013—2014)
Основная стаття: «Let the World Know»
18 березня 2013 Джиммі Стрімелл покинув гурт, а його місце зайняв Крістофер Андерсон. У заяві також зазначається, що триває запис нового альбому та підготовка до туру.
У листопаді 2013 було заявлено про те, що новий альбом «Let The World Know» вийде на лейблі Universal Music у середині лютого 2014. Пізніше того ж місяцю було заявлено, що альбом вийде 12 лютого 2014. Перший сингл «As a Butterfly» вийшов 6 грудня 2013.
Після виходу альбому гурт покинув Алескандер Свенінґссон, якого швидко замінив Маркус Розелл. 3 листопада 2014 гурт покинув Зандро Сантьяґо, щоб продовжувати власну сольну кар'єру, а його місце вокаліста зайняв Понтус Г'єльм.

### «Worlds Collide» (2015—2017)
Основна стаття: «Worlds Collide»
Гурт оголосив у липні 2015 року на своїй сторінці у Facebook, що вони записують свій четвертий студійний альбом. Наприкінці вересня 2015 року вони оголосили, що їхній майбутній альбом вийде у 2016 році.
На початку вересня 2015 року під час концерту в Росії, Волгоград, гурт був оштрафований через проблеми з візами, їм заборонили в'їзд у країну на п'ять років.
21 вересня 2016 Dead by April повідомили, що у жовтні/листопаді вийде новий сингл. Пісня під назвою «Breaking Point» разом з текстовим відео вийшла 2 грудня 2016, а другий сингл під назвою «My Heart is Crushable» разом із ще одним текстовим відео вийшов 27 січня 2017.
З 7 по 22 грудня 2016 року у них відбудвся європейський «гастрольний тур» у різних місцях за підтримки ATHEENA та Beyond All Recognition.
1 лютого стало відомо, що альбом «Worlds Collide» вийде 7 квітня 2017 року. 3 березня команда презентувала сингл «Warrior».
Перед початком туру на підтримку альбому Крістофер Андерсон покинув гурт з особистих причин. Йому на заміну як сесійний музикант прийшов Джиммі Стрімелл.
1 вересня 2017 року гурт випустив міні-альбом «Worlds Collide (Jimmie Strimell Sessions)», де Стрімелл виступає на екстрим-вокалі.
15 вересня 2017 року гурт випустив кавер на пісню Linkin Park «Numb» як данину повазі покійному Честеру Беннінгтону.
20 жовтня 2017 року вони випустили акустичний міні-альбом «Worlds Collide (Acoustic Sessions)», що містить акустичні версії 4 пісень з альбому у виконанні Понтуса Г'єльма.
26 грудня 2017 року вони випустили свій перший різдвяний та інструментальний кавер на пісню Франца Шуберта «Marche Militaire».

### April Army, другий відхід Джиммі Стрімелла та новий альбом (2018—2021)
29 січня 2018 року Понтус Г'єльм опублікував у своєму профілі на Facebook, що він почав писати нові пісні для гурту.
9 лютого 2018 року гурт опублікував на своїй сторінці у Facebook зображення знімка Стрімелл у студії PH Sweden з описом «Робота над новими піснями».
13 січня 2019 року Dead by April запустили April Army, послугу передплати, яка дозволяє отримати доступ до ексклюзивного контенту, такого як: відео-щоденник гурту, безкоштовні товари гурту та ремастеризовані пісні, записані у їхньому поточному складі вокалістів, а також відео-зустрічі з фанатами.
6 березня 2020 року Понтус Г'єльм опублікував заяву через Facebook і вебсайт гурту, посилаючись на те, що Джиммі Стрімелл був звільнений із команди вдруге; через його зловживання наркотиками та алкоголем, попри власні обітниці зав'язати з цим. За кілька хвилин до концерту той залишив гурт, а після звинувачував Dead by April у крадіжці грошей, погрожуючи поліцією та судом. Понтус в April Army розповідав про ситуацію, що відбувається між ними та ексвокалістом і надавав докази безглуздості звинувачень. У свою ж чергу Джиммі погрожував деяким фанатам, що не підтримували його позицію, не повертав позичені гроші учасникам команди, а також обдурив неповнолітнього шанувальника та позичив у нього грошей, не повернувши — їх у подвійній сумі повернув сам Понтус. За підсумком через присутність доказів наклепу Джиммі, його справа була закрита шведською владою.
З кінця 2020 року гурт зайнявся створенням синглів, попутно створюючи новий альбом, який планують випустити у 2021 році вже з новим вокалістом Крістофером Крістенсеном — екстрим-вокалістом dEMOTIONAL. За цей час вийшли сингли «Memory», «Bulletproof», «Collapsing» та композиція «Heartbeat Failing», на яку також було випущене ліричне відео. У створенні оркестрової версії «Memory» брали участь фанати-учасники April Army, записавши оплески.
18 грудня 2020 року зробили кавер на саундтрек «Let It Go» мультфільму «Крижане Серце».

## Концерти в Україні
14 серпня 2015 року команда виступила на фестивалі «Західфест».
23 квітня 2016 року вони дали концерт у Києві, у клубі «Sentrum». У липні того ж року гурт виступив на фестивалі «Файне Місто» на третій фестивальний день, а сам фестиваль проходив з 7 по 10 липня на території тернопільського аеропорту.
14 травня 2020 року команда планувала дати концерт у Києві, у клубі «Atlas», але через початок пандемії коронавірусної хвороби концерт було відкладено на невизначений термін. Пізніше стало відомо, що концерт відбудеться 12 листопада 2021 року.

## Музичний стиль
Dead by April часто називають «шведськими Backstreet Boys від металу». Музика команди характеризується як металкор і поп-метал.  Dead by April також використовують елементи симфо-року, техно, ню-металу, мелодійного дез-металу та емо.  Майкл Джексон також вплинув на команду.  У плані вокалу використовується комбінація чистого і екстремального вокалів.

## Учасники

### Поточні
- Понтус Г'єльм (2007—2010; 2010—2012 (сесійно); 2012-теперешній час) — вокал (з 2014), гітара, клавішні (з 2007), бек-вокал (2007—2010), програмування;
- Маркус Весслен (2008-теперешній час) — бас-гітара, бек-вокал (з 2016);
- Маркус Розелл (2014—теперішній час; 2011 (сесійно)) — барабани;
- Крістофер Крістенсен (2020—теперешній час) — екстрим-вокал;

### Колишні
- Йоган Ескілссон (2007) — гітара;
- Генрік Карлссон (2007) — бас-гітара;
- Йоган Олссон (2007—2010) — гітара, бек-вокал;
- Алескандер Свенінґссон (2007—2014) — барабани;
- Зандро Сантьяґо (2010—2014) — вокал;
- Крістофер Андерсон (2013—2017) — екстрим-вокал;
- Джиммі Стрімелл (2007—2013; 2017—2020) — екстрим-вокал, вокал;

## Дискографія
Основна стаття: Дискографія Dead by April
- Dead by April (2009)
- Incomparable (2011)
- Let the World Know (2014)
- Worlds Collide (2017)